# One-Trick Pony
| 전문가 평가      | 전문가 평가 |
| 평가 점수        | 평가 점수   |
| 출처             | 점수        |
| ---------------- | ----------- |
| AllMusic         | [ 2 ]       |
| Robert Christgau | B−          |
| Rolling Stone    | (mixed)     |

《One-Trick Pony》는 1980년 8월 12일에 발매된 미국의 싱어송라이터 폴 사이먼의 다섯 번째 솔로 스튜디오 음반이다. 이 음반은 사이먼의 워너 브라더스 레코드의 첫 음반이자 1975년 《Still Crazy After All These Years》 이후 그의 첫 새 스튜디오 음반이다. 컬럼비아 레코드에서 그의 백 카탈로그는 레이블과 계약한 결과 워너 브라더스로 옮겨졌다.
폴 사이먼의 《One-Trick Pony》는 같은 이름의 영화와 동시에 개봉되었고, 사이먼도 이 영화에 출연했다. 그들의 유사성에도 불구하고, 음반과 영화는 음악적으로 구별된다. 각각은 같은 노래의 다른 버전뿐만 아니라 영화나 음반에 독점적으로 등장하는 특정 노래들을 특징으로 한다. 이 음반은 1980년 미국에서 6위를 정점으로 사이먼의 히트곡인 그래미 어워드 후보곡 〈Late in the Evening〉으로 가장 잘 알려져 있다. 타이틀 곡도 싱글로 발매되었고 미국 톱 40 히트곡이 되었다. 두 곡 모두 미국 어덜트 컨템포러리 차트에서 20위 안에 들었다. 1979년 9월 오하이오주 클리블랜드의 아고라 시어터와 볼룸에서 라이브로 녹음된 두 곡(타이틀곡과 〈Ace in the Hole〉)은 스튜디오 컷이다.
이 음반에 등장하는 몇몇 세션 음악가들도 영화에서 요나의 백 밴드로 출연했다. 리드 기타는 에릭 게일, 피아노는 리처드 티, 베이스는 토니 레빈, 드럼은 스티브 갯이 맡았다. 사이먼은 1980년 이 음반을 지원하기 위해 이 밴드와 함께 유럽과 미국을 순회 공연했는데, 필라델피아에서 온 한 콘서트는 비디오로 녹음되고 《Paul Simon in Concert》라는 제목으로 VHS에 발매되었다.

## 음반 제목
제목은 미국식 구어체 표현으로, 오직 한 분야에 전문적이거나, 오직 한 가지 재능만을 가지고 있거나, 또는 제한된 능력을 가진 사람을 의미한다.

## 곡 목록
모든 곡들은 폴 사이먼에 의해 작사/작곡하였다.
| #  | 제목                                                                                         | 재생 시간 |
| -- | -------------------------------------------------------------------------------------------- | --------- |
| 1. | 〈Late in the Evening〉                                                                      | 4:02      |
| 2. | 〈That's Why God Made the Movies〉                                                           | 3:37      |
| 3. | 〈One-Trick Pony (Live at the Agora Theatre and Ballroom, Cleveland, Ohio, September 1979)〉 | 3:53      |
| 4. | 〈How the Heart Approaches What It Yearns〉                                                  | 2:49      |
| 5. | 〈Oh, Marion〉                                                                               | 4:00      |

| #  | 제목 | 재생 시간 |
| -- | --- | --------- |
| 1. | 〈Ace in the Hole (with 리처드 티) (Live at the Agora Theatre and Ballroom, Cleveland, Ohio, September 1979)〉 | 5:43      |
| 2. | 〈Nobody〉 | 3:32      |
| 3. | 〈Jonah〉 | 3:30      |
| 4. | 〈God Bless the Absentee〉                                                                                     | 3:17      |
| 5. | 〈Long, Long Day (with 패티 오스틴)〉                                                                          | 3:57      |

| #   | 제목                        | 재생 시간 |
| --- | --------------------------- | --------- |
| 11. | 〈Soft Parachutes〉         | 1:53      |
| 12. | 〈All Because of You〉      | 4:06      |
| 13. | 〈Spiral Highway〉          | 2:56      |
| 14. | 〈Stranded in a Limousine〉 | 3:10      |

## 인증
| 국가                       | 인증 | 판매량/출하량 |
| -------------------------- | ---- | ------------- |
| 영국 (BPI)                 | 실버 | 60,000^       |
| 미국 (RIAA)                | 골드 | 500,000^      |
| ^출하량을 기반으로 한 인증 |      |               |